# 李內貞
李内贞（899年—978年），字吉美，辽朝官员，妫州人。
唐庄宗时，李内贞举秀才，历任将仕郎、守雁门县主簿、蔚州兴唐县主簿、儒林郎、试大理寺丞、守妫州怀来县丞。辽太祖兵至，李内贞归降。辽太祖任命他为朝散大夫、检校工部尚书、兼御史中丞赐紫金鱼袋。兼属珊都提举使。辽太宗时，改银青光禄大夫、检校尚书右仆射。故燕京留守南面行营都统燕王达剌得知其才，补充随使左都押衙，中门使兼知厅勾、摄蓟州刺史、都峰银冶都监。辽景宗时，改为检校司空兼御史大夫、上柱国、行太子左卫率府率。保宁十年（978年）六月在燕京卢龙坊私第去世，时年八十岁，葬在京东燕下乡海王村，前妻殷氏生三子，后妻何氏生二子。弟弟僧可延，辽穆宗授为普济大师，赐紫。长子李瓒，官至金紫崇禄大夫、检校司空、南奚界都提纪使兼御史大夫。次子李玉，燕京都麴院都监、金紫崇禄大夫、检校司空兼御史大夫、上柱国。三子李琰，官至银青崇禄大夫、检校尚书右仆射兼御史大夫、上柱国、前大石银冶都监。四子李玿，辽兴军节度使推官、将仕郎、试秘书省校书郎。五子李璟，摄宜州节度推官。